# Groupe hospitalier de la Haute-Saône
Le groupe hospitalier de la Haute-Saône (abrégé GH70) est un groupement de sites hospitaliers et médicalisés situés dans le département de la Haute-Saône. Composé de quatre hôpitaux ainsi que de plusieurs EHPAD, il fut créé le 1er janvier 2016 pour remplacer le « Centre hospitalier intercommunal de la Haute-Saône », créé le 1er janvier 2002 par la fusion de l'hôpital Paul-Morel de Vesoul et du centre hospitalier intercommunal de Lure-Luxeuil. En 2009, le centre hospitalier de Vesoul devient le site principal du groupe et remplace l'hôpital Paul-Morel. L'hôpital de Gray intègre le groupe le 1er janvier 2020.
Le principal objectif du groupe est d'assurer l'accueil et les soins aux personnes nécessitant. Les trois villes (Vesoul, Luxeuil-les-Bains, Lure) forment un triangle géographique aisément accessible pour tous besoins grâce aux axes routiers.

## Historique
Le groupe hospitalier de la Haute-Saône est créé le 1er janvier 2016 pour remplacer le « Centre hospitalier intercommunal de la Haute-Saône », créé le 1er janvier 2002 par la fusion de l'hôpital Paul-Morel de Vesoul et du centre hospitalier intercommunal de Lure-Luxeuil,.
Le Centre hospitalier du Val-de-Saône-Pierre-Vitter de Gray intègre au 1er janvier 2020 le groupe hospitalier de Haute-Saône.

## Liste des sites

### Hôpitaux

#### Vesoul

Carte du site de Vesoul avec les aménagements successifs.

Le premier hôpital de Vesoul appartenant au centre hospitalier intercommunal de la Haute-Saône fut l'hôpital Paul-Morel, de 2002 jusqu'à 2009. Aujourd'hui, le centre hospitalier de Vesoul est situé dans le quartier des Haberges. Sa construction fut terminée le 18 septembre 2009, pour un coût total des travaux de 78 millions d'euros. L'édifice couvre une surface de plus de 52 000 m2,.
En 2013, le site de Vesoul comprend :
- 221 lits de médecine
- 90 lits de chirurgie
- 35 lits de gynécologie/obstétrique
- 12 lits de psychiatrie gérés par l'Association Hospitalière de Franche Comté
- 43 places

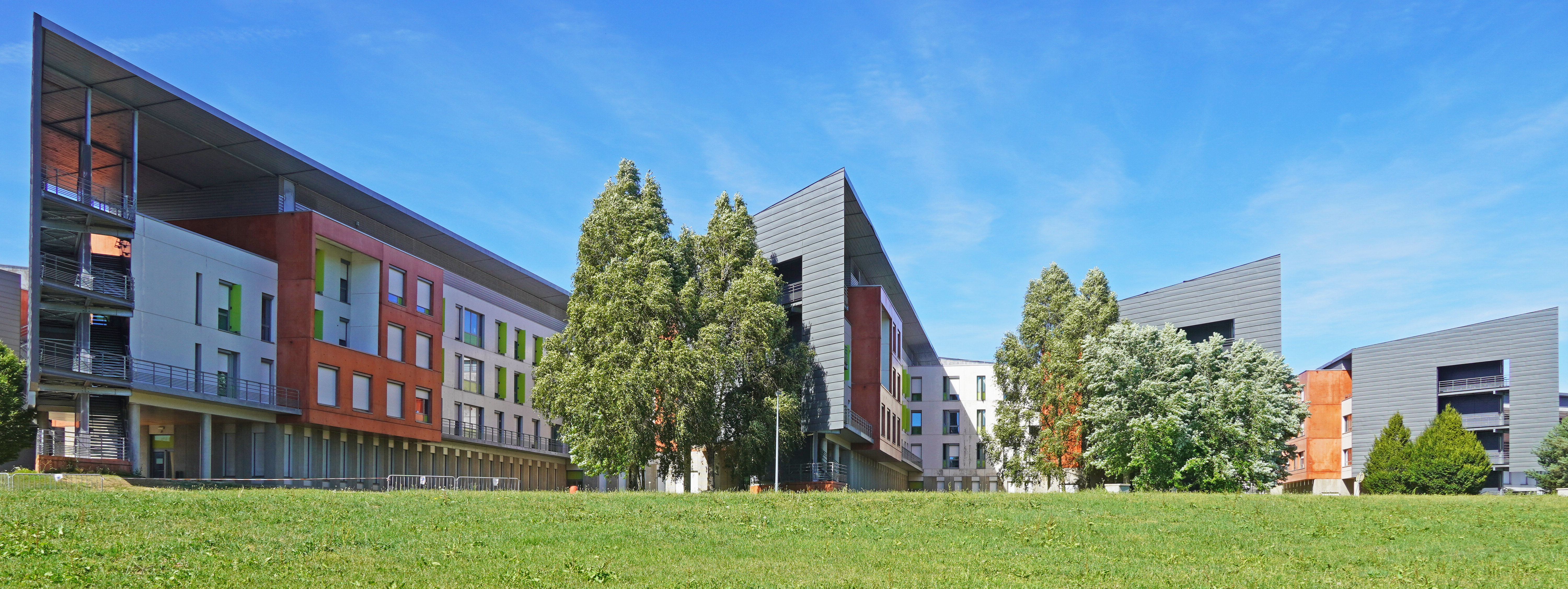
Les épis de l'hôpital de Vesoul.

#### Lure
L'hôpital de Lure fut créé en 1970.

Carte du site de Lure avec les aménagements successifs.

En 2013, le site de Lure est constitué de :
- 47 lits de médecine polyvalente
- 6 places en hôpital de jour de médecine
- 10 lits d'addictologie et 5 places en hôpital de jour
- 47 lits de soins de suite et de réadaptation
- 96 lits en établissement d'hébergement pour personnes âgées dépendantes
- 14 lits en unité d'hébergement renforcé
- 10 lits pour l'unité d'Alzheimer

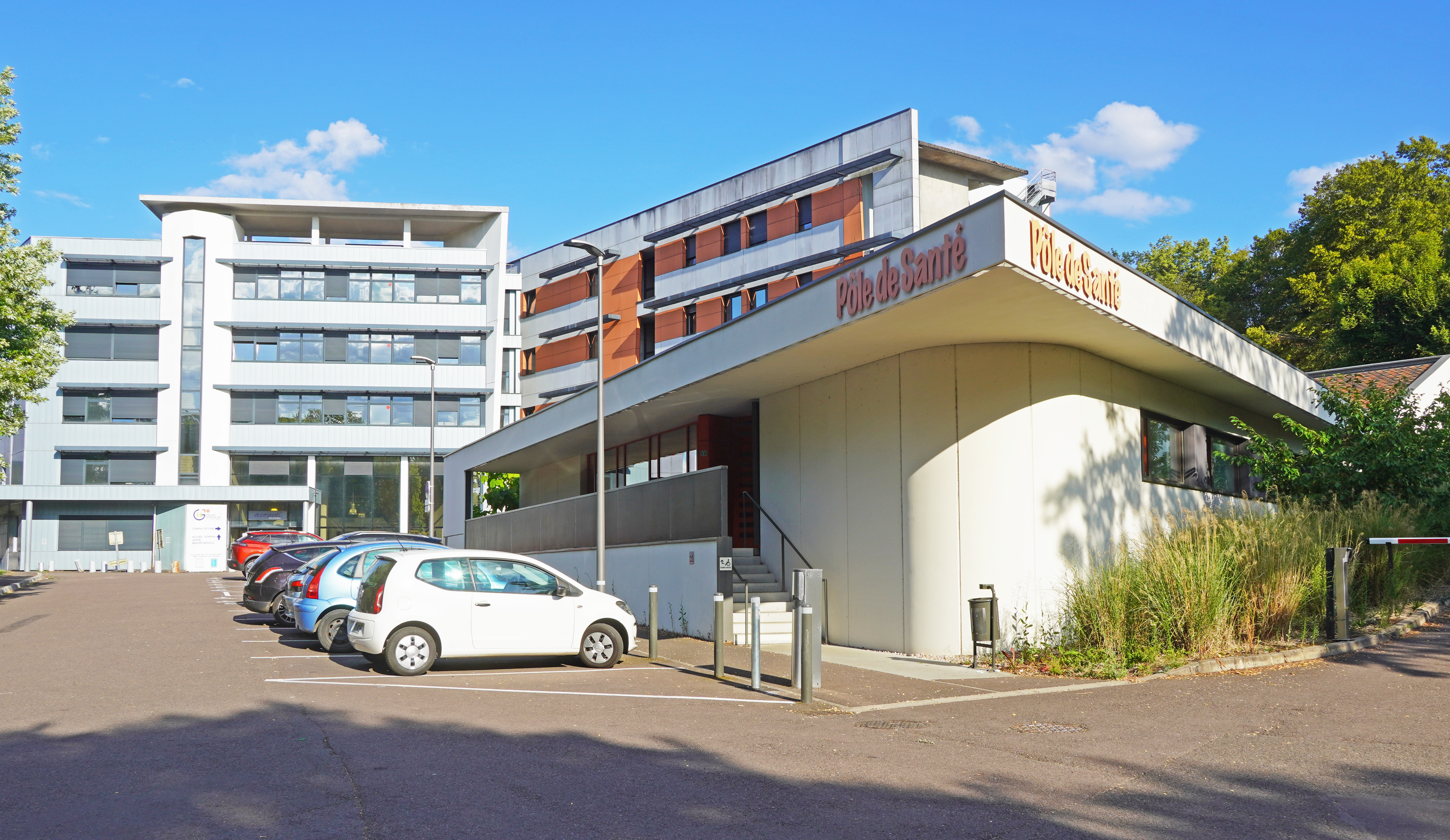
L'hôpital de Lure en 2023.
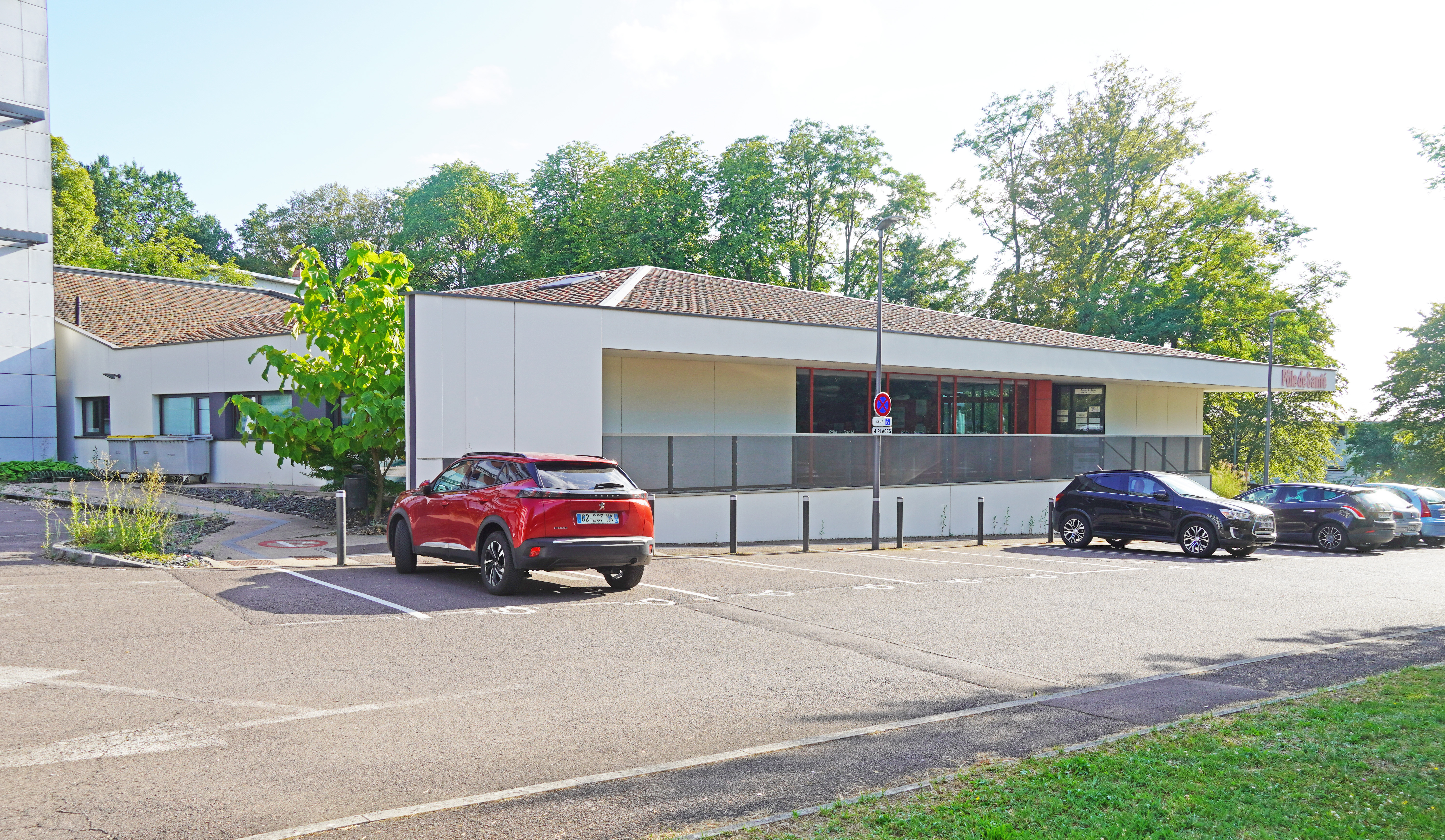
La maison de santé.

#### Luxeuil-les-Bains

Carte du site de Luxeuil-les-Bains avec les aménagements successifs.

En 2013, le site de Luxeuil-les-Bains est composé de :
- 25 lits  de médecine polyvalente
- 28 lits de soins de suite et de réadaptation
- 102 lits en établissement d'hébergement pour personnes âgées dépendantes
- 14 places pôle d'activités et de soins adaptés

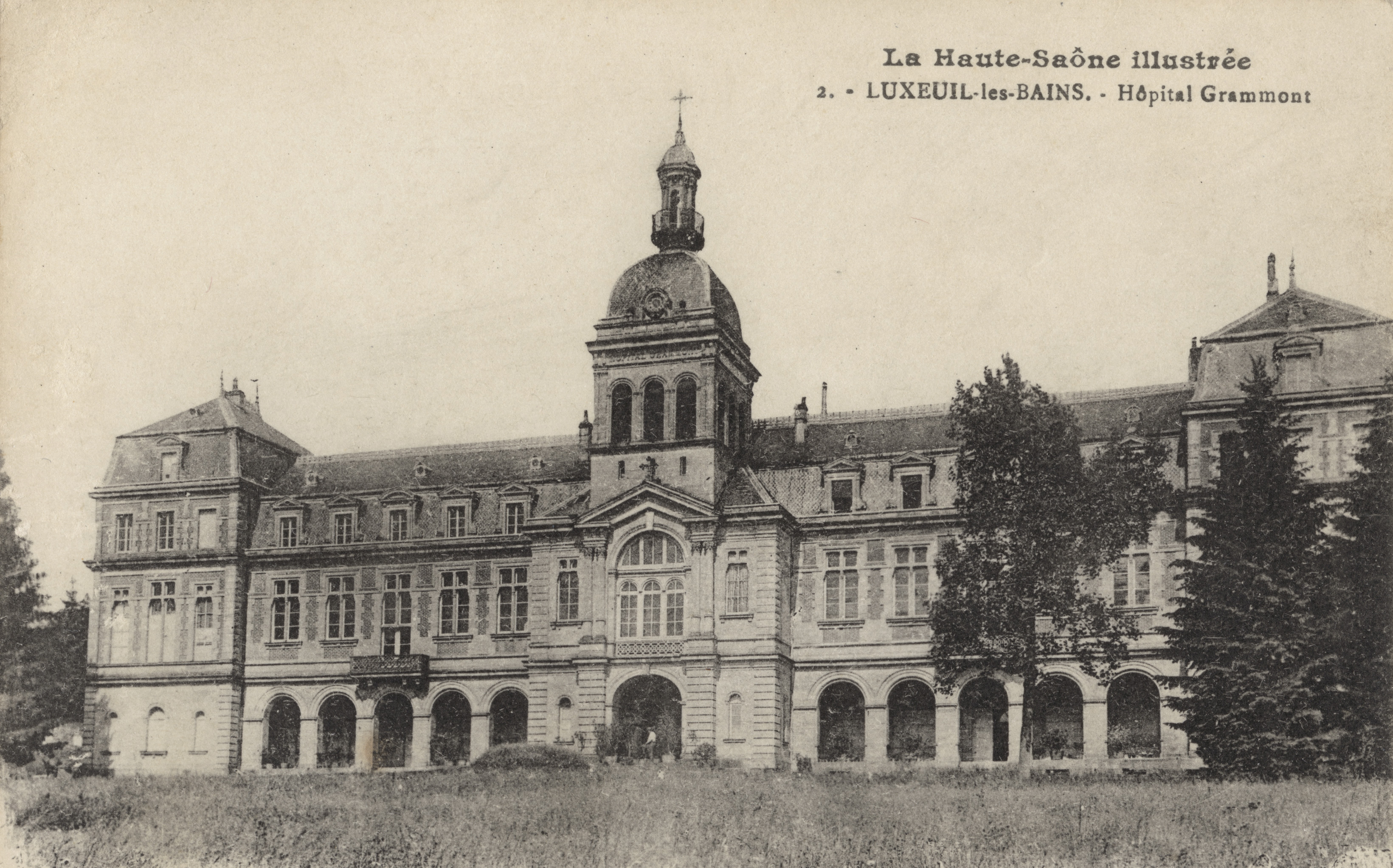
L'hôpital au début du XXe siècle.
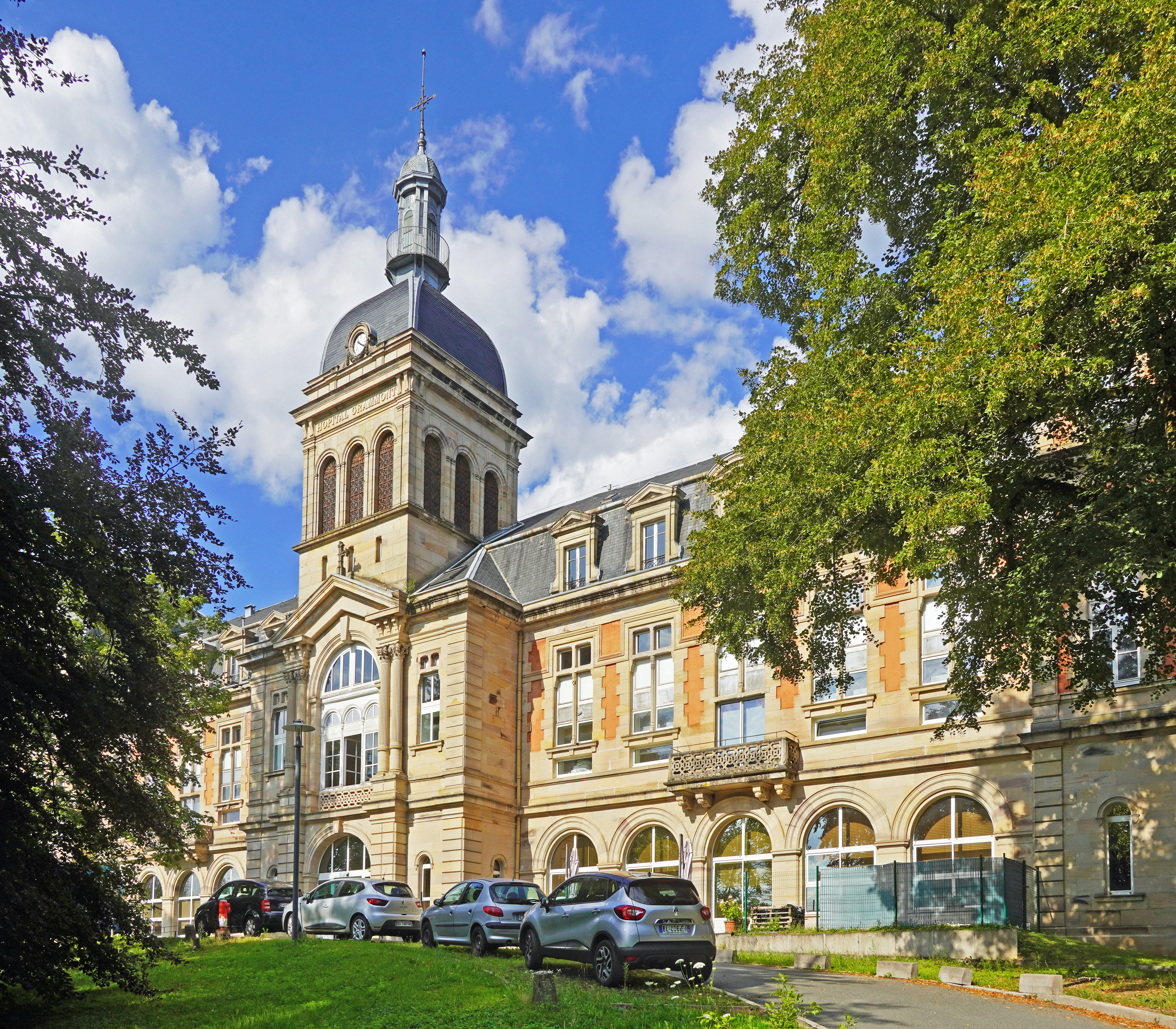
En 2023.
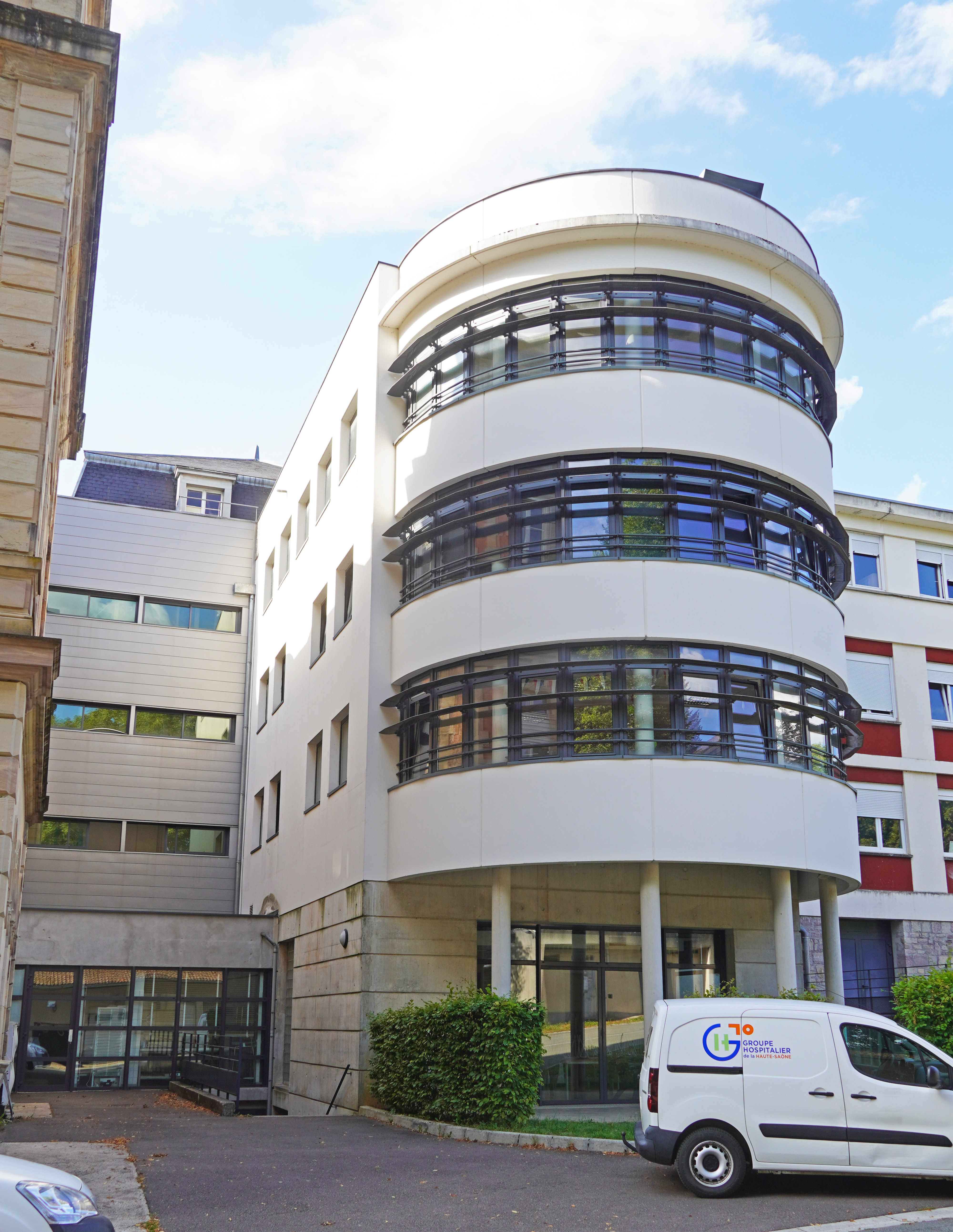

#### Gray

Carte du site de Gray avec les aménagements successifs.

Le Centre hospitalier du Val-de-Saône-Pierre-Vitter de Gray intègre au 1er janvier 2020 le groupe hospitalier de Haute-Saône.

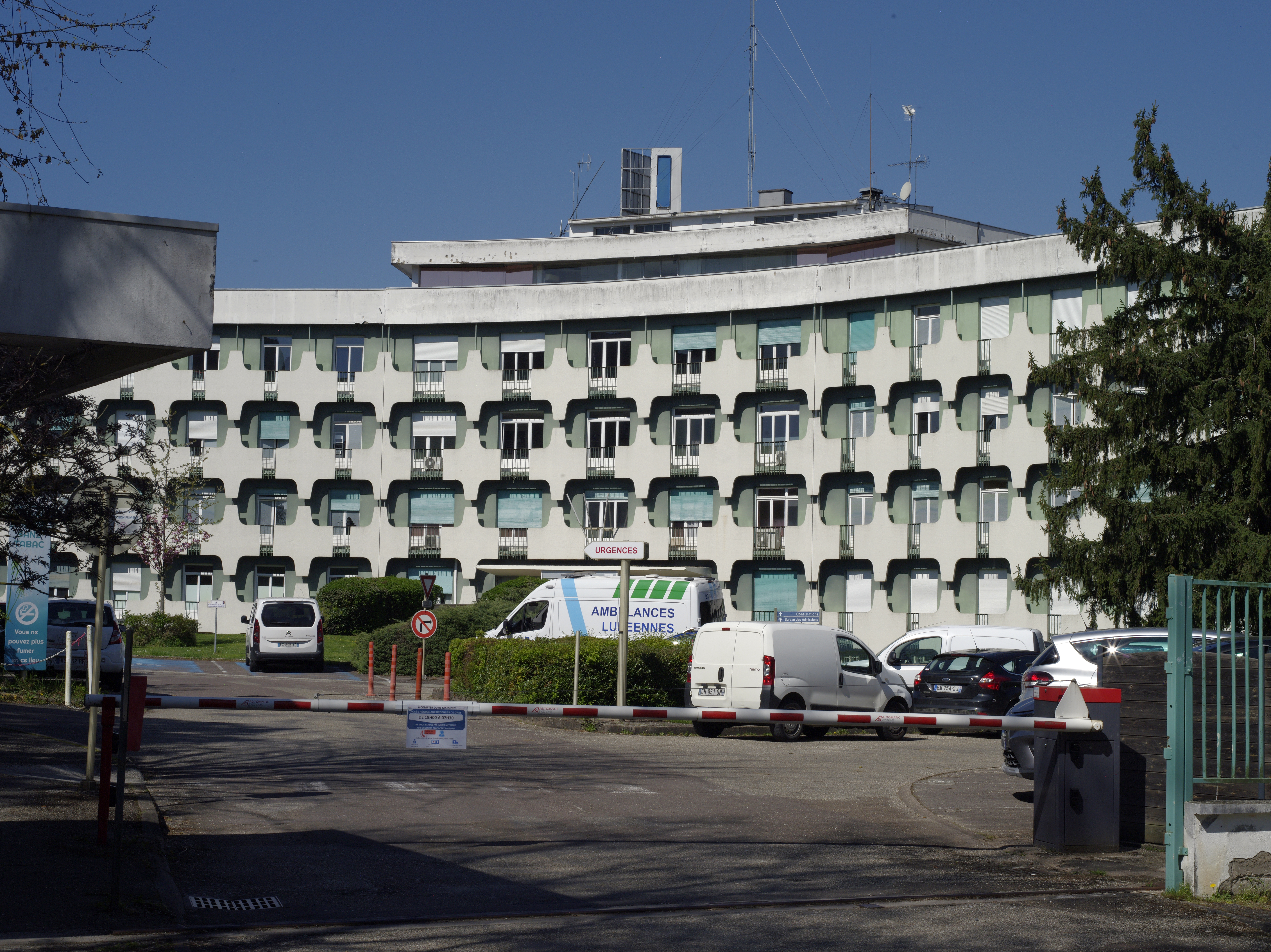
L'hôpital de Gray en 2023.
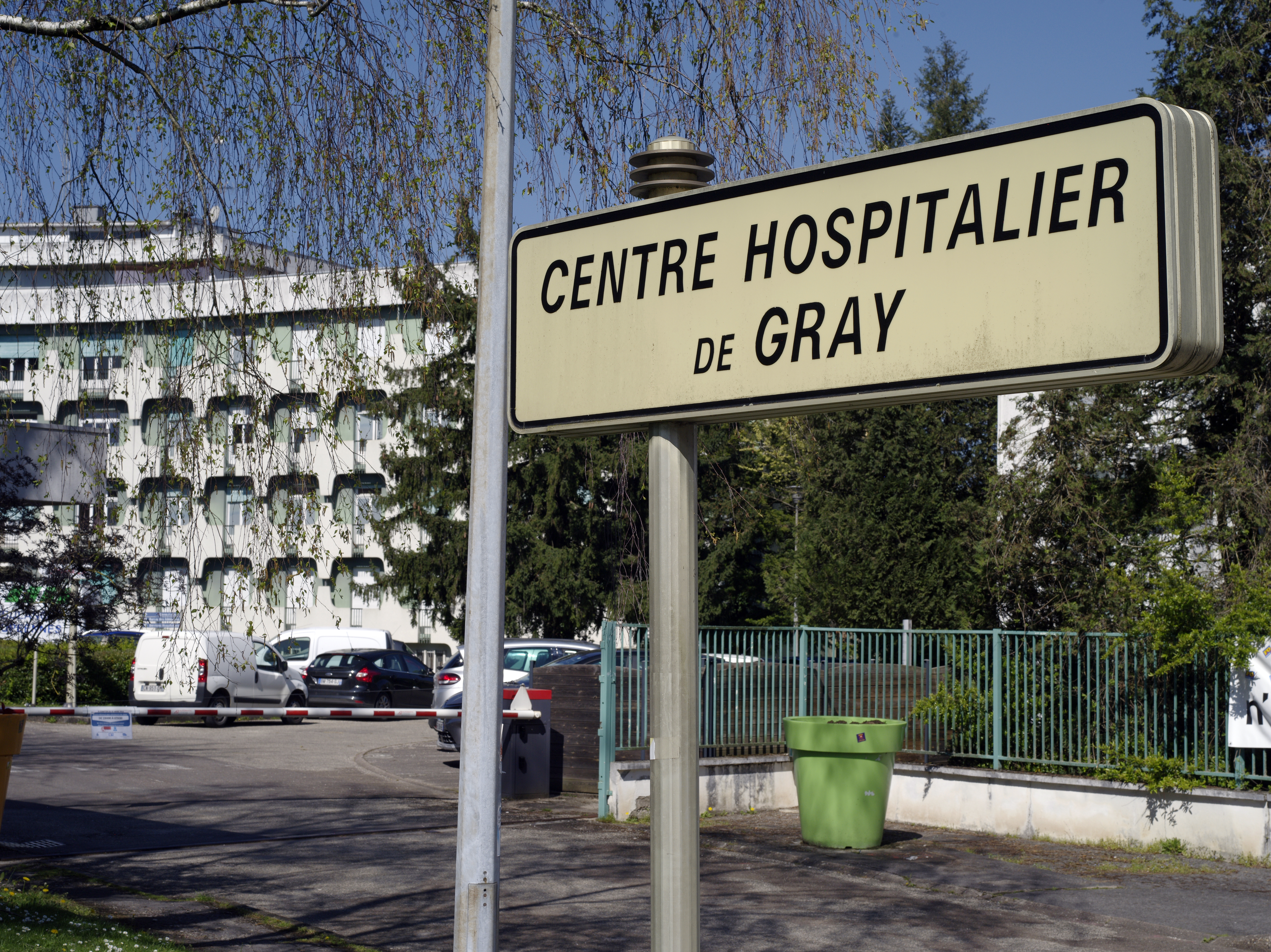

### EHPAD
En 2020, le groupe hospitalier inclut 13 EHPAD répartis sur le territoire haut-saônois.

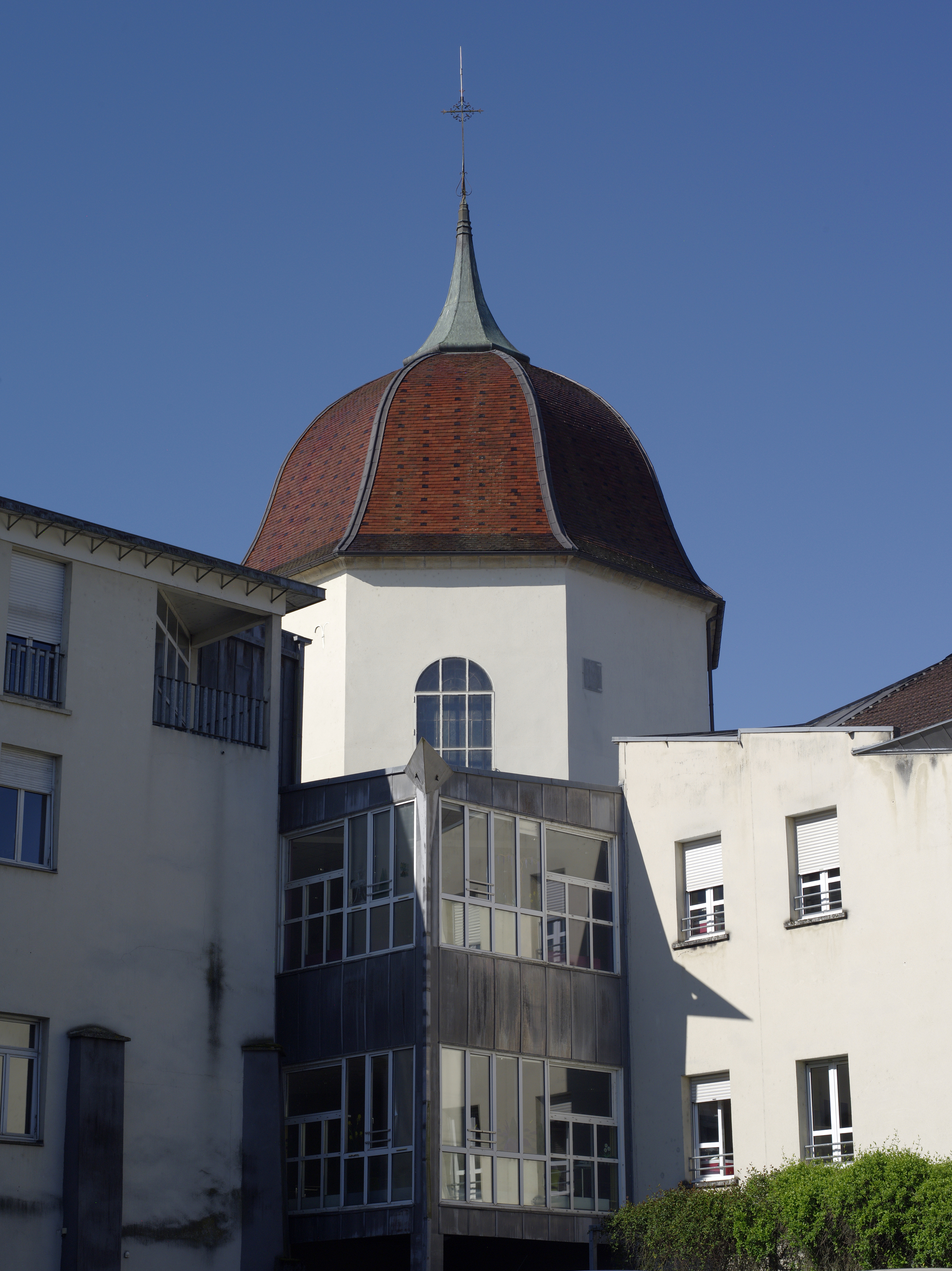
EHPAD de Gray (ancien hôtel-Dieu).
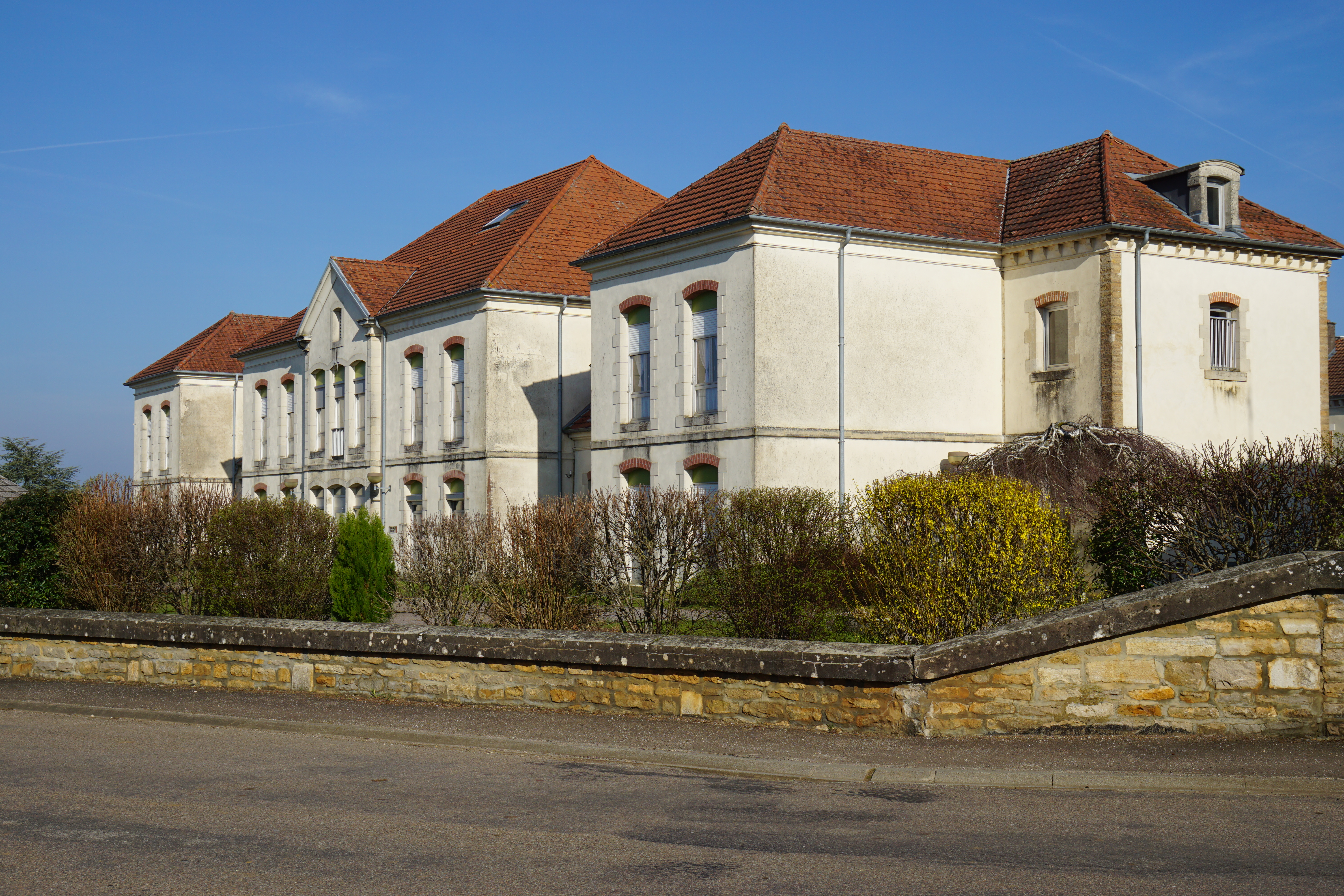
EHPAD de Neurey-lès-la-Demie.
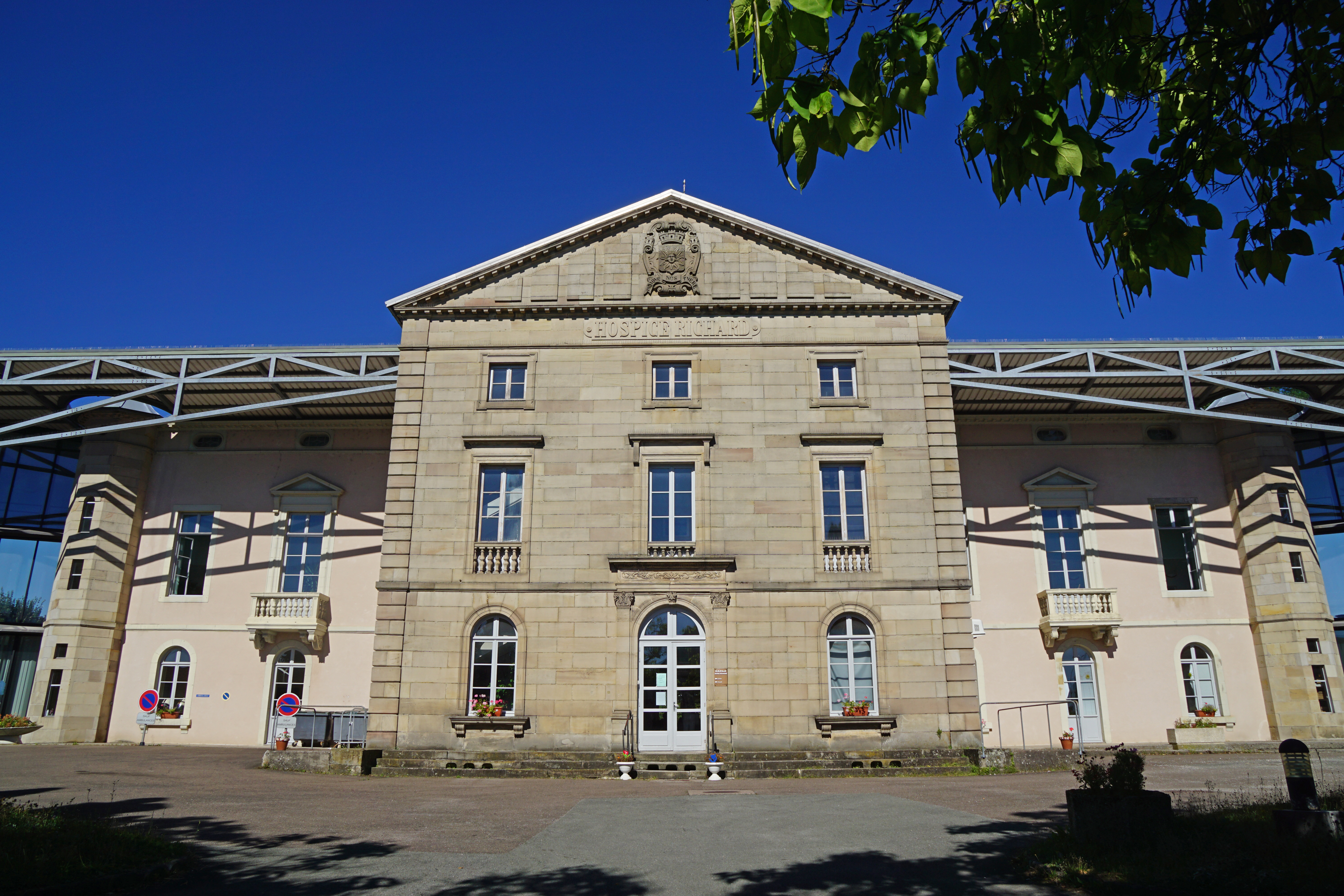
EHPAD de Lure (hospice Marie-Richard).

## Fréquentation
En 2013, les trois sites ont totalisé 44 048 entrées, 420 727 consultations et actes, 85 532 passages aux urgences consultations non programmées et 1 156 accouchements.

## Liste des directeurs
- 2002 - 2012 : Pierre Roche[9]
- 2012 - 2015 : Pierre Muller[10]
- 2015 - 2020 : Pascal Mathis[11]
- Depuis 2020 : Alexandrine Kientzy-Laluc[12]

## Ancien logo de l'organisme

Le logo du CHI